# Nissan Cube
Nissan Cube to mały samochód klasy A+ czyli tzw. mikrovanów oferowany do sprzedaży wyłącznie na rynku japońskim. Charakteryzuje się niecodziennym wyglądem przypominającym pudełko na kołach. Projektanci samochodu osiągnęli ciekawy efekt wizualny poprzez połączenie bocznego panelu okiennego z tym, który znajduje się w tylnych drzwiach. Oba okna tworzą jedną całość. Auto napędzają silniki 1,4 l (starsze wersje) i 1,5 l. Samochód jest pozycjonowany jako specjalny, co znajduje odzwierciedlenie w jego cenie. W 2009 roku zaprezentowano II generację. 

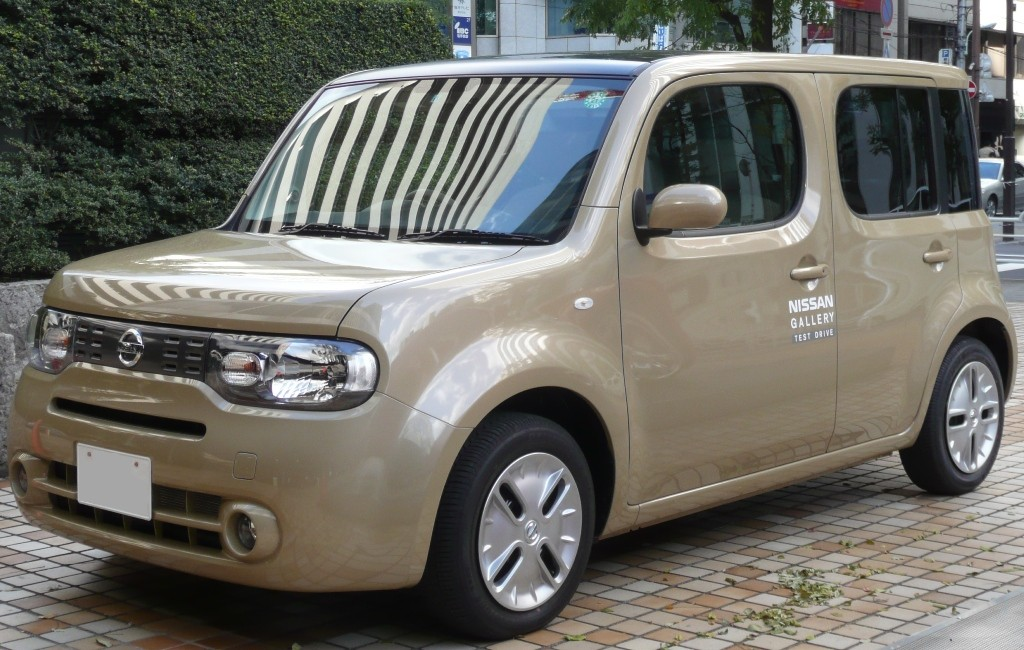
Trzecia generacja